# Юніон (Луїзіана)
Юніон (англ. Union) — переписна місцевість (CDP) в США, в окрузі Сент-Джеймс штату Луїзіана. Населення — 735 осіб (2020).

## Географія
Юніон розташований за координатами 30°5′10″ пн. ш. 90°53′20″ зх. д. / 30.08611° пн. ш. 90.88889° зх. д. (30.086116, -90.888935).  За даними Бюро перепису населення США в 2010 році переписна місцевість мала площу 27,54 км², з яких 24,62 км² — суходіл та 2,92 км² — водойми.

## Демографія
Згідно з переписом 2010 року, у переписній місцевості мешкали 892 особи в 293 домогосподарствах у складі 206 родин. Густота населення становила 32 особи/км².  Було 381 помешкання (14/км²).
Расовий склад населення:
| - 80,2 % — чорних або афроамериканців - 19,6 % — білих - 0,2 % — азіатів |

До двох чи більше рас належало 0,0 %. Частка іспаномовних становила 0,2 % від усіх жителів.
За віковим діапазоном населення розподілялося таким чином: 24,0 % — особи молодші 18 років, 64,5 % — особи у віці 18—64 років, 11,5 % — особи у віці 65 років та старші. Медіана віку мешканця становила 39,4 року. На 100 осіб жіночої статі у переписній місцевості припадало 102,3 чоловіків;  на 100 жінок у віці від 18 років та старших — 89,9 чоловіків також старших 18 років.
Середній дохід на одне домашнє господарство  становив 39 209 доларів США (медіана — 25 703), а середній дохід на одну сім'ю — 36 963 долари (медіана — 25 481). За межею бідності перебувало 66,2 % осіб, у тому числі 85,0 % дітей у віці до 18 років та 23,3 % осіб у віці 65 років та старших.
Цивільне працевлаштоване населення становило 266 осіб. Основні галузі зайнятості: виробництво — 30,5 %, роздрібна торгівля — 16,5 %, освіта, охорона здоров'я та соціальна допомога — 12,8 %.